# Festuca valida
Festuca valida là một loài thực vật có hoa trong họ Hòa thảo. Loài này được (R.Uechtr.) Pénzes mô tả khoa học đầu tiên năm 1941.